# 願龍寺 (台東区)
願龍寺（がんりゅうじ）は、東京都台東区にある真宗大谷派の寺院。

## 歴史
1609年（慶長14年）、存了によって開山された。元々は神田に位置していたが、1657年（明暦3年）の明暦の大火の後に現在地に移転した。
かつては銀杏の木が二本あった。大火や震災や空襲を生き延び、一面の焼け野原になっても目印になったことから「いちょうてら」と呼ばれていた。しかし枯死してしまったため、伐採され現存しない。
墓地には、茶道「宗徧流」の始祖山田宗徧や数学者の柳川春三の墓がある。

## 文化財
- 山田宗徧墓（東京都指定旧跡 昭和30年3月28日指定）[3]

## 交通アクセス
- 銀座線田原町駅3番出口より徒歩1分（経路案内）。